# Doktorhut
Der Doktorhut oder Sponsionshut wird ehemaligen Doktoranden nach Abschluss ihrer Promotion als äußeres Zeichen der neu erworbenen Doktorwürde vom Dekan der Fakultät (an manchen kleineren Universitäten auch vom Rektor) überreicht.
Die heutzutage am häufigsten anzutreffende Variante des Doktorhuts besteht aus einer schwarzen Kappe, die auf dem Scheitel mit einer viereckigen Platte versehen ist, die eine Quaste ziert. Diese Version entspricht auch dem aus Großbritannien stammenden Mortarboard (wörtlich: „Mörtelbrett“), obwohl dieses dort nicht von Doktoren, sondern traditionell insbesondere von Master-Absolventen getragen wird.

## Doktorhüte nach Ländern und Regionen

### Deutschland
Die früher übliche Zeremonie der Verleihung des Doktorhutes ist an den meisten Hochschulen unter anderem auch im deutschen Sprachraum weggefallen. An einigen Universitäten ist der feierliche Doktoreid geblieben, mit dem der Doktorand die Erfüllung der mit der Doktorwürde verbundenen Pflichten verspricht. Einige deutsche Universitäten (z. B. die Universität Bonn oder die Hochschule Mittweida) veranstalten hingegen inzwischen aber auch für Master- und Bachelor-Absolventen Abschlussfeiern nach amerikanischem Vorbild mit mortarboard. Vor Verwendung dieser Hutform sah ein Doktorhut anders aus und entsprach eher dem britischen Pendant, wie das Bildnis Martin Luthers mit Doktorhut zeigt (siehe weiter unten).
An einigen mitteleuropäischen Universitäten ist es üblich, Doktorhüte frei zu gestalten; häufig übernehmen dies Kollegen, Kommilitonen oder Mit-Doktoranden. Die selbstgebastelten Doktorhüte reflektieren dann die Arbeit oder persönliche Eigenschaften des Doktoranden. Beispielsweise kann ein Doktorhut aus Schokolade bestehen oder ein Maschinenteil darstellen. Der Doktorhut wird nach Bestehen der abschließenden Prüfung oder im Rahmen einer Promotionsfeier überreicht.
Beim feierlichen Hutwurf schleudern die Absolventen eines Jahrgangs ihren Doktorhut gemeinsam in die Luft. Diese aus Großbritannien und den USA stammende akademische Tradition ist mittlerweile auch an vielen deutschen Universitäten verbreitet.

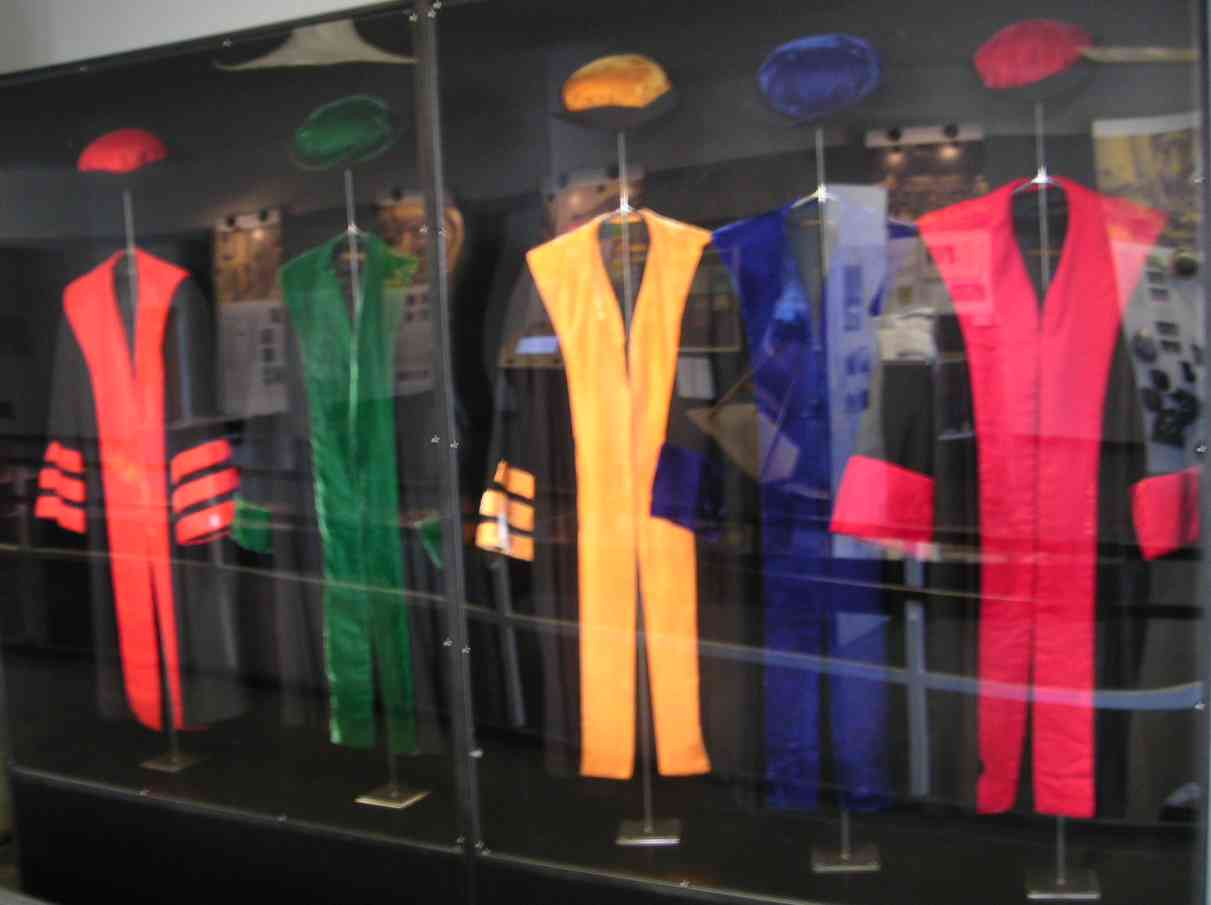
Historische Talare der Freien Universität Berlin mit deutschen Doktorhüten
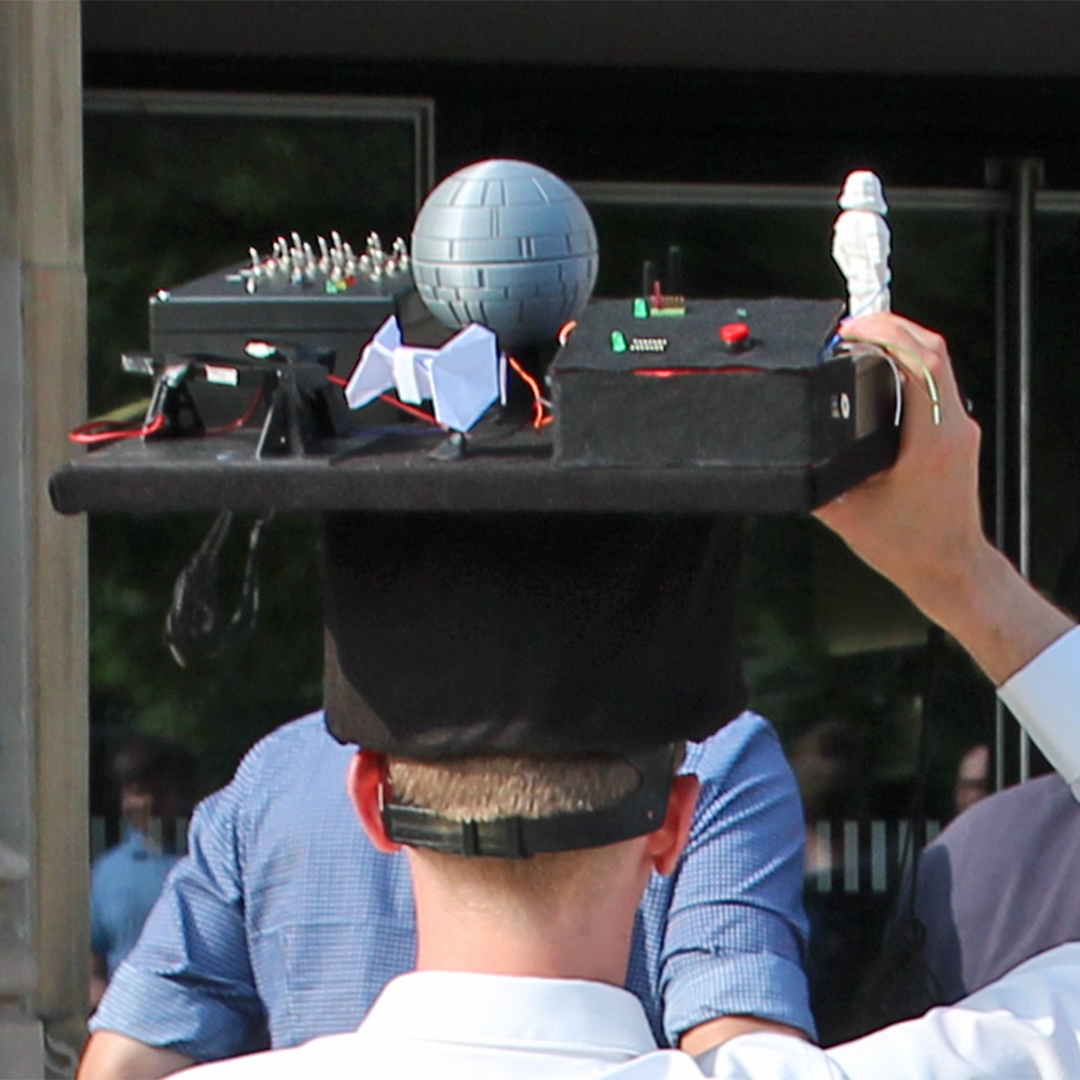
Frei gestalteter Doktorhut eines Dr. rer. nat. an der Leibniz Universität Hannover
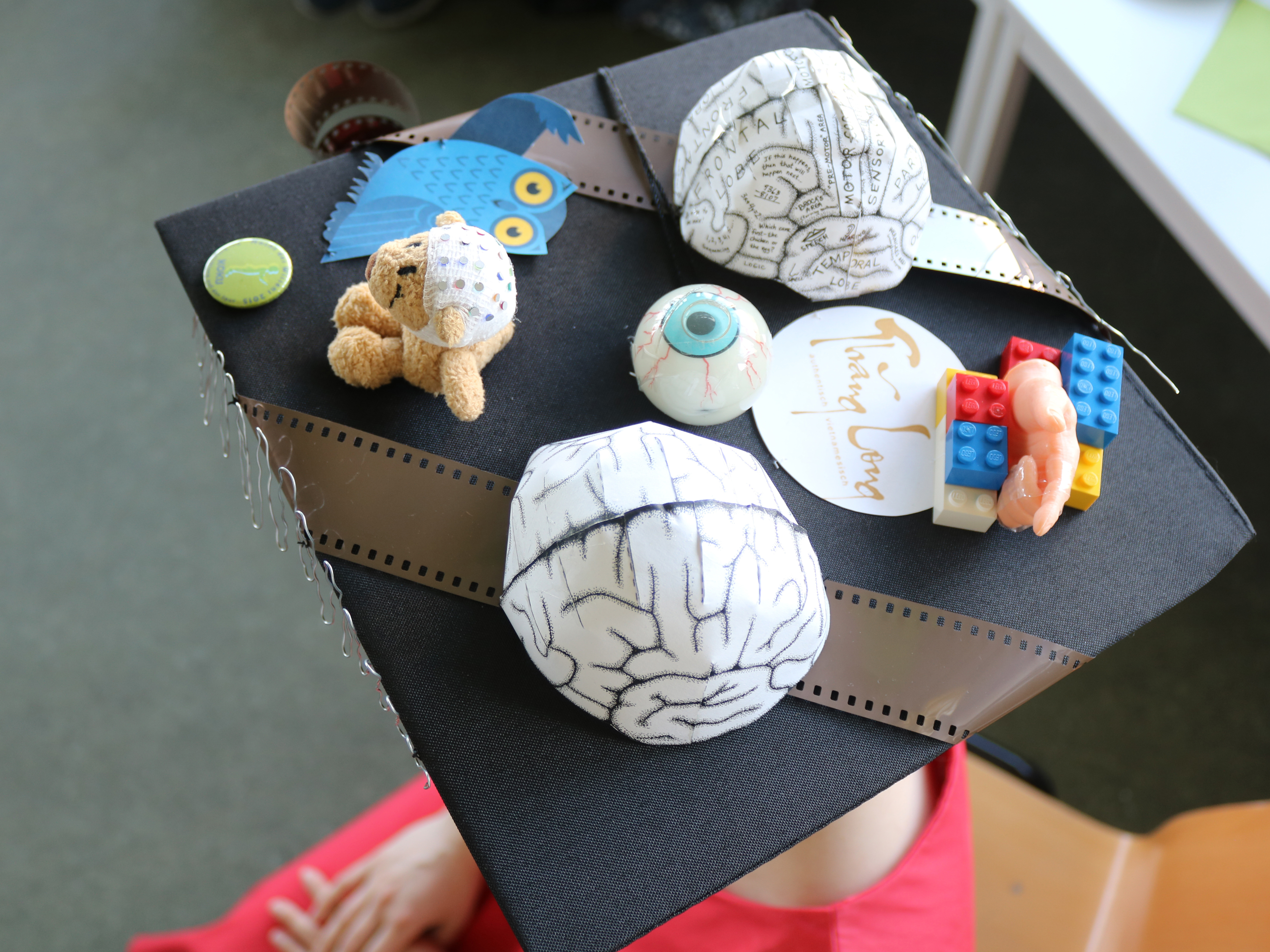
Doktorhut zum Dr. rer. nat. an der Universität Hamburg, Fakultät für Psychologie und Bewegungswissenschaft

### Österreich
An keiner österreichischen Univeristäte gibt es ein Abschlussritual, in dem der Doktorhut für Absolventen vorkommt. Nur die Doktorrolle wird offiziell übergeben, aber Rektoren und Dekane tragen, wie zu allen feierlichen Anlässen, einen Talar mit Doktorhut. Dieser hat allerdings keine Quaste, sondern einen Bommel. Dass Absolventen nach der Sponsion Fotos mit einem Doktorhut machen, ist aber inzwischen auch nicht unüblich.

### Großbritannien

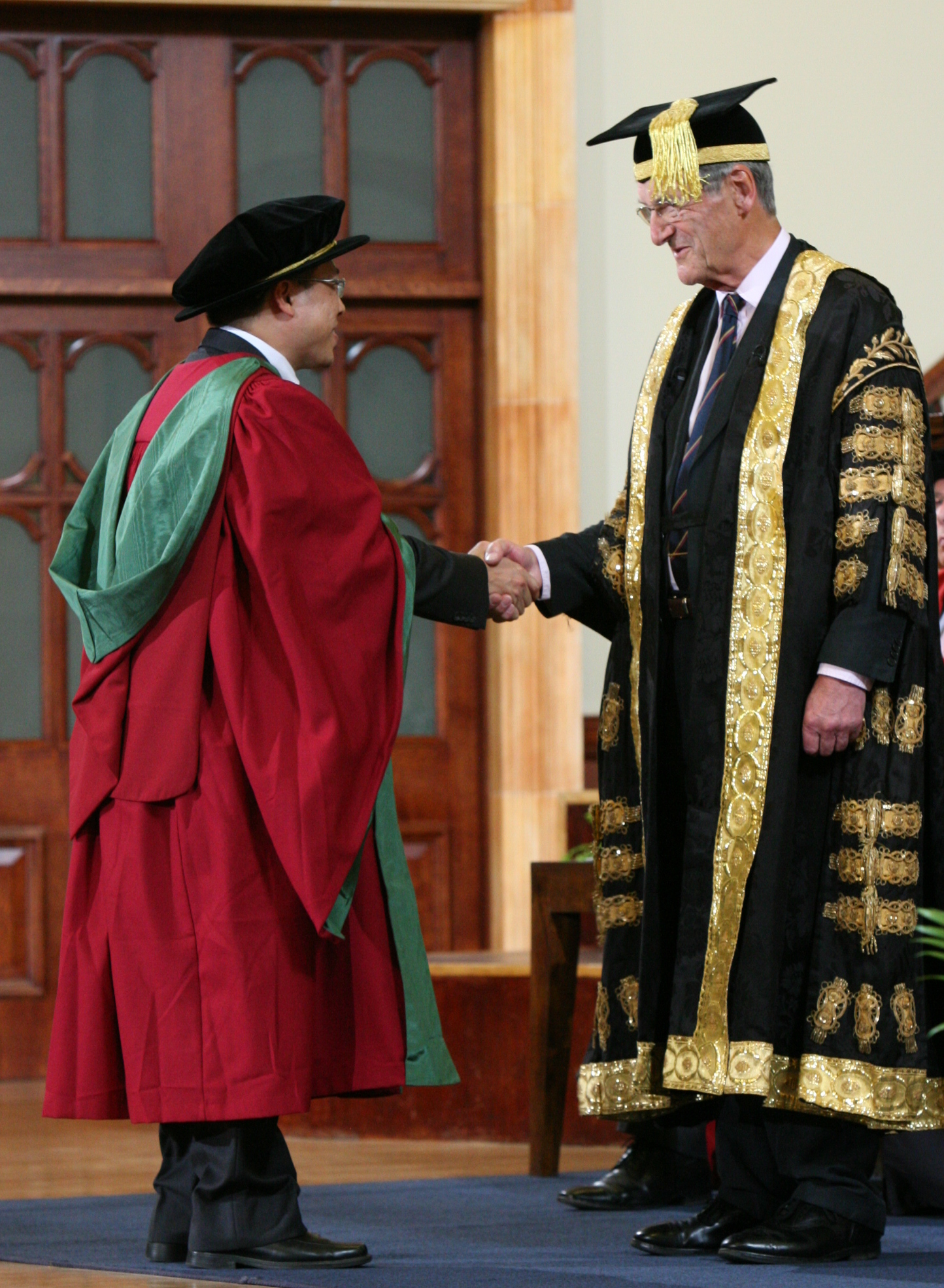
Ein Doktor mit britischem Doktorhut schüttelt die Hand von Sir Dominic Cadbury, Kanzler der Universität Birmingham

Im Vereinigten Königreich wurden die sogenannten mortarboards (offiziell academic cap) ursprünglich nur von Master-Absolventen getragen, heutzutage jedoch häufig auch von Bachelor-Studenten. Diese sind komplett in schwarz gehalten; lediglich die Universitätsleitung trägt goldene Quasten. Doktoren hingegen tragen traditionell ein rundes Barett (englisch Tudor bonnet) ähnlich einer Schottenmütze. Die genannten Hüte werden gemeinsam mit einem, je nach akademischen Grad unterschiedlich gestalteten, Talar getragen, dessen Farbe zumeist den Farben der Universität, teilweise aber auch denen der Fakultät entspricht.

### Vereinigte Staaten
In den USA werden mortarboards von Absolventen aller akademischen Grade (teilweise auch bereits am Ende der High School oder des College) getragen. Für Bachelor- und Master-Studenten zeigt die Farbe der Quaste (und des Talars) die Fakultät an; so steht laut einer offiziellen Richtlinie des American Council on Education etwa lila für Rechtswissenschaften, grün für Medizin und rot für Theologie. An High Schools entspricht sie den Farben der Schule, teilweise aber auch der Abschlussnote. Doktoren tragen samtene Hüte mit einer goldenen Quaste. Inzwischen finden unter ihnen aber auch immer häufiger runde Barette wie in Großbritannien Verbreitung.
Eine Besonderheit an einigen amerikanischen Universitäten ist die besondere Bedeutung der Position der Quaste: Während Bachelor-Absolventen sie auf der rechten Seite tragen, befindet sie sich nach dem Master-Abschluss auf der linken Seite des Hutes. Oft wird diese Position deshalb bei der Graduierungszeremonie von den Master-Absolventen feierlich gewechselt.

### Nordische Länder

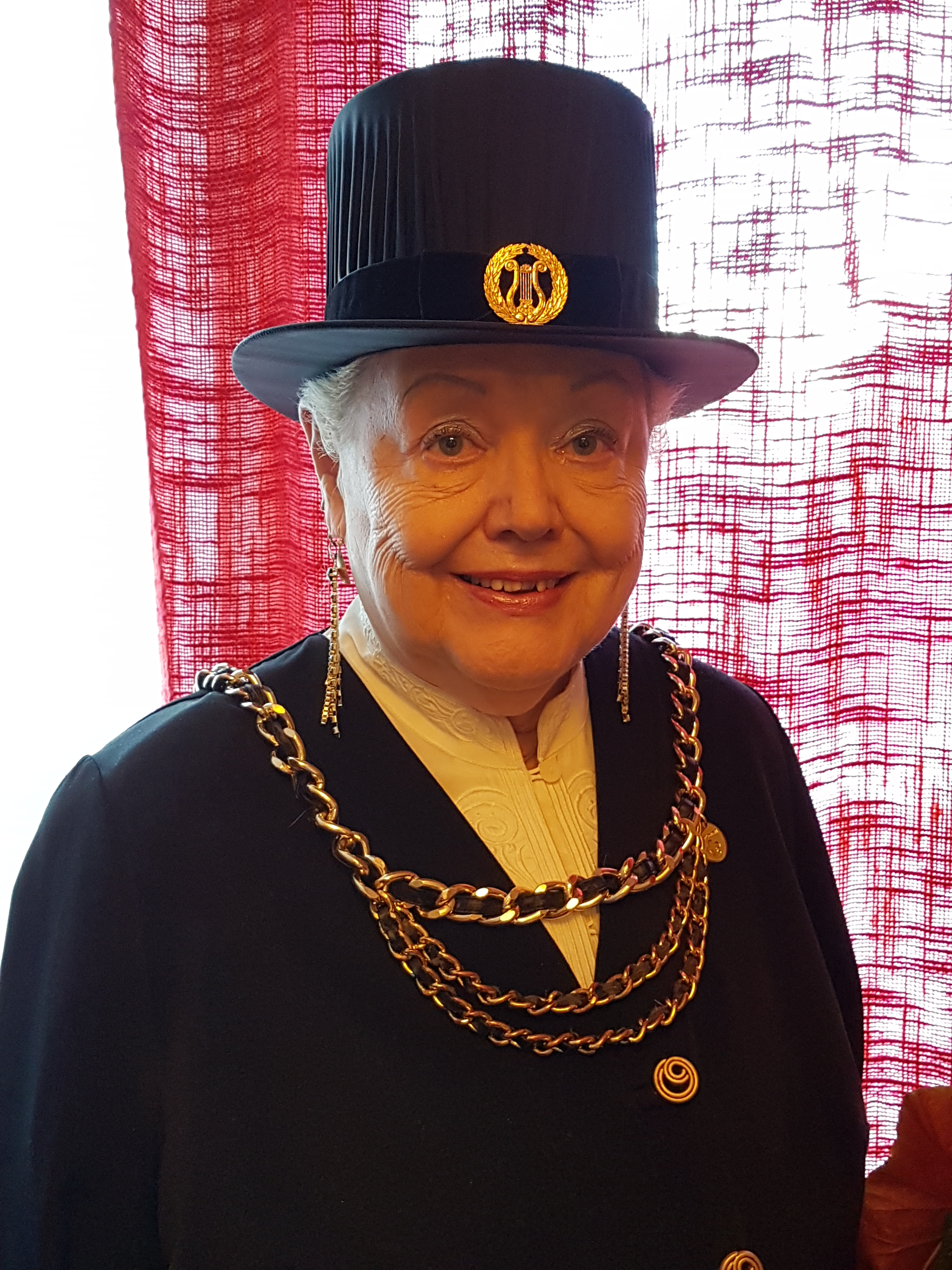
Finnischer Doktorhut für ein Erinnerungsfoto getragen von der Ethnologin Päivikki Antola, die 1966 promoviert wurde.

In den Nordischen Ländern hat der Doktorhut die Form eines Zylinderhutes.
In Schweden ist die Verleihungszeremonie mit dem traditionellen Doktorhut weiterhin üblich, sofern der Absolvent bereit ist, den benötigten Hut zu kaufen. Eine der wenigen Gelegenheiten, den Doktorhut zu tragen, sind die regelmäßig stattfindenden öffentlichen Promotionen (an der Universität Uppsala zweimal jährlich). Den neuen Doktores wird in Uppsala dabei vom Promotor ein Lorbeerkranz auf die Stirn gesetzt, der Promotor selbst trägt auch einen. Außerdem ist es in Schweden üblich, die Doktorwürde durch das Tragen eines Doktorringes zu zeigen, den man, im Gegensatz zum Hut, immer tragen kann. Je nach Fakultät ist der Ring mit einem passenden Symbol geschmückt; so zeigen die Doktorringe der Ärzte den Äskulapstab.
In Finnland tragen promovierte Wissenschaftler einen Doktorhut bei bestimmten akademischen Zeremonien.
- Während der Disputation treten der Opponent und der Kustos (schwedisch gusto, finnisch kustos, beides in finnischen Promotionsverfahren obligatorische Rollen, letztere fällt üblicherweise dem Promotionsbetreuer zu) obligatorisch mit Doktorhut auf. Da der Hut in Finnland nicht bei Zeremonien in geschlossenen Räumen getragen wird, trägt man ihn auf dem Weg in und aus dem Raum im Arm. Während der Disputation legen Opponent und Gusto ihre Hüte dem Publikum zugewandt auf dem Tisch ab.
- Zur Promotionsfeier nach der Disputation (finnisch karonkka, schwedisch karonka) können alle Gäste, die bereits promoviert sind, mit ihren Doktorhüten erscheinen. Üblicherweise werden sie auf einem speziellen Beistelltisch platziert.
- Während der sogenannten Promotion (finnisch promootio, schwedisch promotion) wird der erworbene Doktortitel feierlich übergeben, und die sogenannten Promovenden dürfen zum ersten Mal ihre Insignien tragen (neben dem Hut ein Schwert). Die Zeremonie findet an finnischen Universitäten einmal im Jahr statt.
- Neu berufene Professoren erscheinen zu ihrer eigenen Antrittsvorlesung immer mit Doktorhut.
- Auch bei weiteren universitären Veranstaltungen können Doktorhüte getragen werden, darunter die feierlichen Eröffnungen des akademischen Jahres, Eröffnungszeremonien oder Begräbnisse. Bei letzteren nehmen sowohl männliche als auch weibliche Doktoren ihren Hut beim Betreten der Kirche und am Grab ab.[4]

Für den Doktorhut gilt in Finnland die gleiche Kleiderordnung wie für andere Zylinderhüte. Frauen tragen dazu traditionell ein schwarzes Abendkleid. Männer tragen einen Doktorhut mit einem Frack – am Tage mit schwarzer, am Abend weißer Weste – oder alternativ einen schwarzen Anzug.
Wie in Schweden sind auch in Finnland heute nicht alle Akademiker bereit, ihren eigenen Doktorhut zu kaufen. Zu den Veranstaltungen, bei denen der Hut obligatorisch ist (v. a. Disputation und Antrittsvorlesung), können deshalb Hüte von der entsprechenden Fakultät gestellt werden.

### Andere Länder

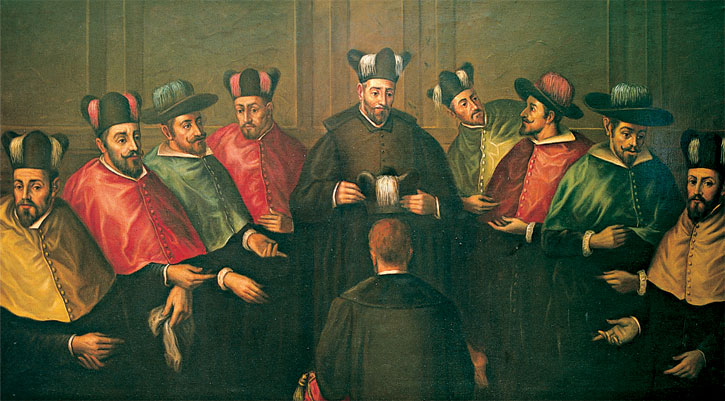
Verleihung des Doktorhuts an der Universidad Complutense de Madrid
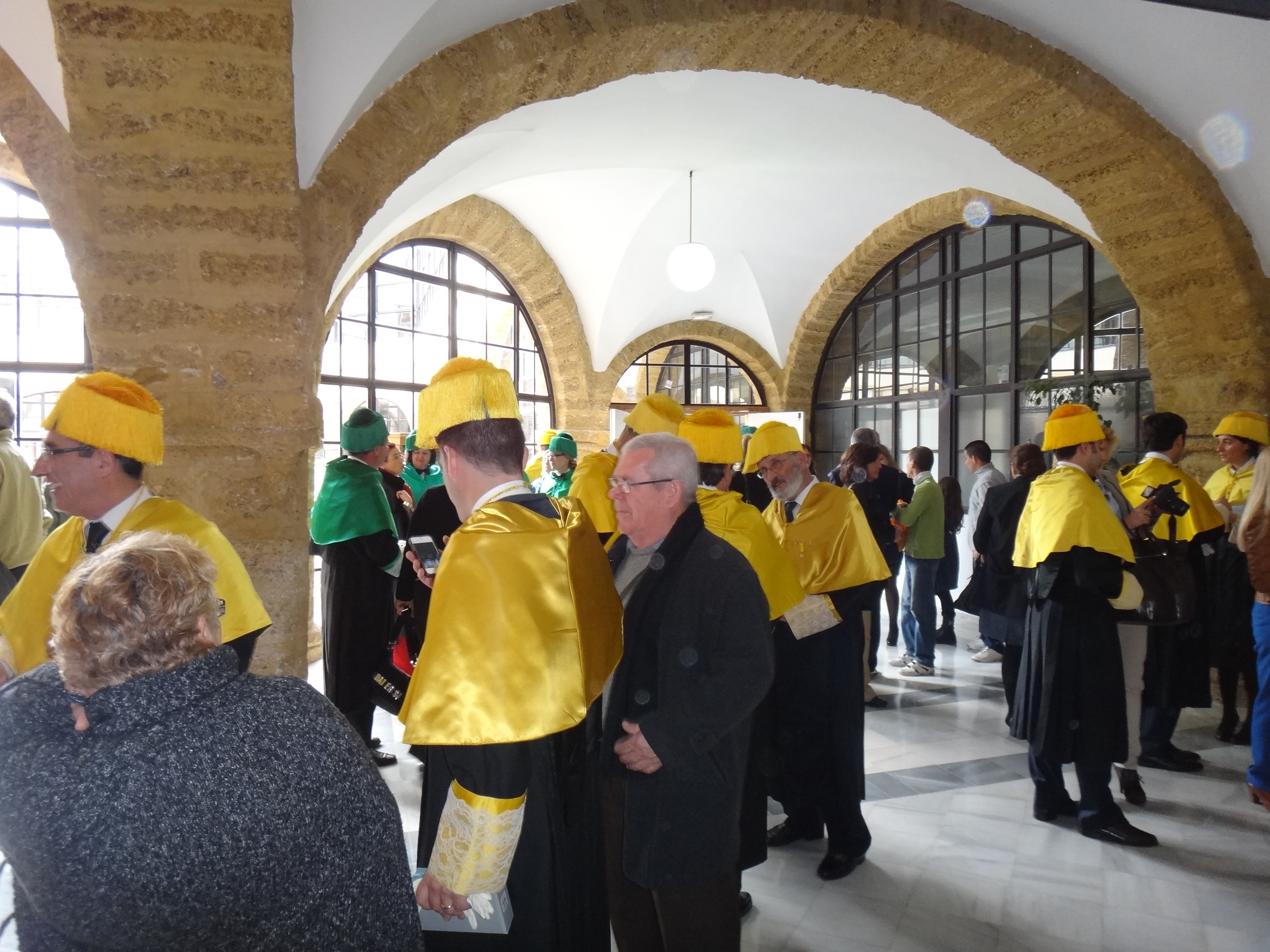
Doktoren an der Universidad de Cádiz
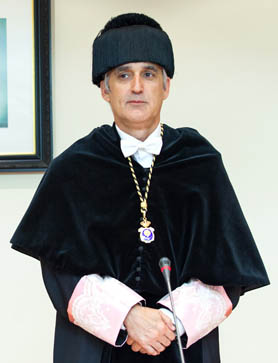
Direktor der Universidad de La Rioja
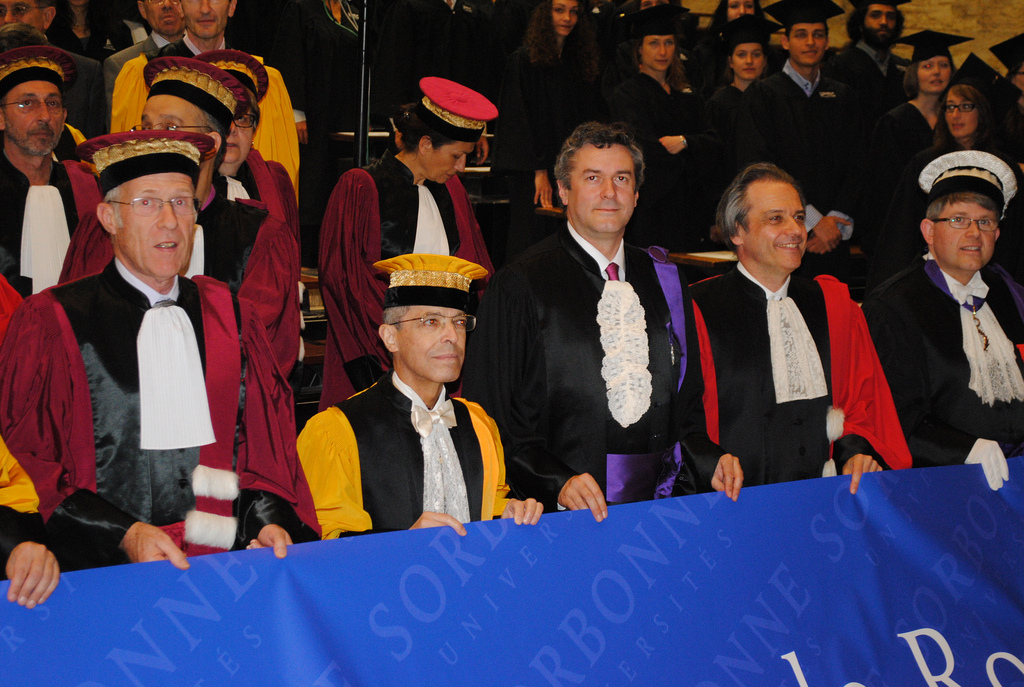
Doktoren der Sorbonne

## Geschichte
Die akademische Kopfbedeckung hat ihre Ursprünge in den Kopfbedeckungen kirchlicher Würdenträger und  des 11. und 12. Jahrhunderts. Sie wurde Teil der Kleiderordnung der in jenen Jahren neu gegründeten Bildungsanstalten: Bologna (gegründet 1088), Paris (1150), Oxford (1167), Modena (1175) und andere. Die Form wiederum entstammt – immer wieder farblich oder formlich verändert – von den weichen Pilei (Singular: Pileus), auch „Kappen der Freiheit“, wie die von römischen Freigelassenen, also Ex-Sklaven, genannt wurden, die ihre frisch rasierten Köpfe damit bedeckten.
Später begann man, auch wegen der Zweckmäßigkeit, Material und Aufwand für die Kappenherstellung einzusparen und einfache geometrische Formen zuzuschneiden. Die ersten viereckigen Strukturen erschienen zwischen 1500 und 1550. Zuerst nutzten katholische Geistliche diese neue Kopfbedeckung (Birett), sie hielt aber auch ihren Einzug in die Universitäten, wo sie vornehmlich nur von Studenten und Lehrpersonal der theologischen Fächer getragen wurde. Alle anderen Disziplinen (Jura, Physik und musische Fächer) trugen den runden Hut.
Zu Ende des 17. Jahrhunderts begann der quadratische Hut den runden abzulösen. In Oxford war zwar die runde Form für die meisten Studenten obligatorisch, jedoch war der Status der Theologiestudenten hoch angesehen und deren quadratische Kopfbedeckung unter den Studenten der „niedrigen“ Fächer ein Begehrlichkeiten weckendes Symbol. 1675 erhielten dann die ersten Studenten, zumindest wenn sie aristokratischer Herkunft waren, die Erlaubnis, ebenfalls den viereckigen Hut zu tragen. Das kann als Beginn der weitgehenden Nutzung des „Mörtelbretts“ im akademischen Betrieb, wie der Hut im Englischen scherzhaft genannt wird, angesehen werden. Nun wurde die Kappe mit einer ca. 10 cm langen, in der Mitte befestigten und über den Rand hängenden Seidenquaste getragen. Diese ist an einem Knopf befestigt, der früher auch die Stoffbahnen des Hutes zusammenhielt.
Waren die ersten Doktorhüte noch aufwendig geschneidert und ausgestattet worden, sind heutige Modelle häufig industriell aus Kunstfaser gefertigt, welche durch ihre Elastizität keine kostspieligen Änderungen durch Schneider mehr erfordert, um die individuelle Kopfgröße zu berücksichtigen. Das Aussehen und die Machart des heute üblichen Doktorhutes gehen auf ein US-amerikanisches Patent zurück, das 1950 von dem Erfinder Edward O’Reilly und dem katholischen Priester Joseph Durham eingereicht wurde. Die Idee und das nachfolgende Patent beinhalteten u. a. eine Versteifung aus Fiberglas, die in den Doktorhut eingenäht wurde.

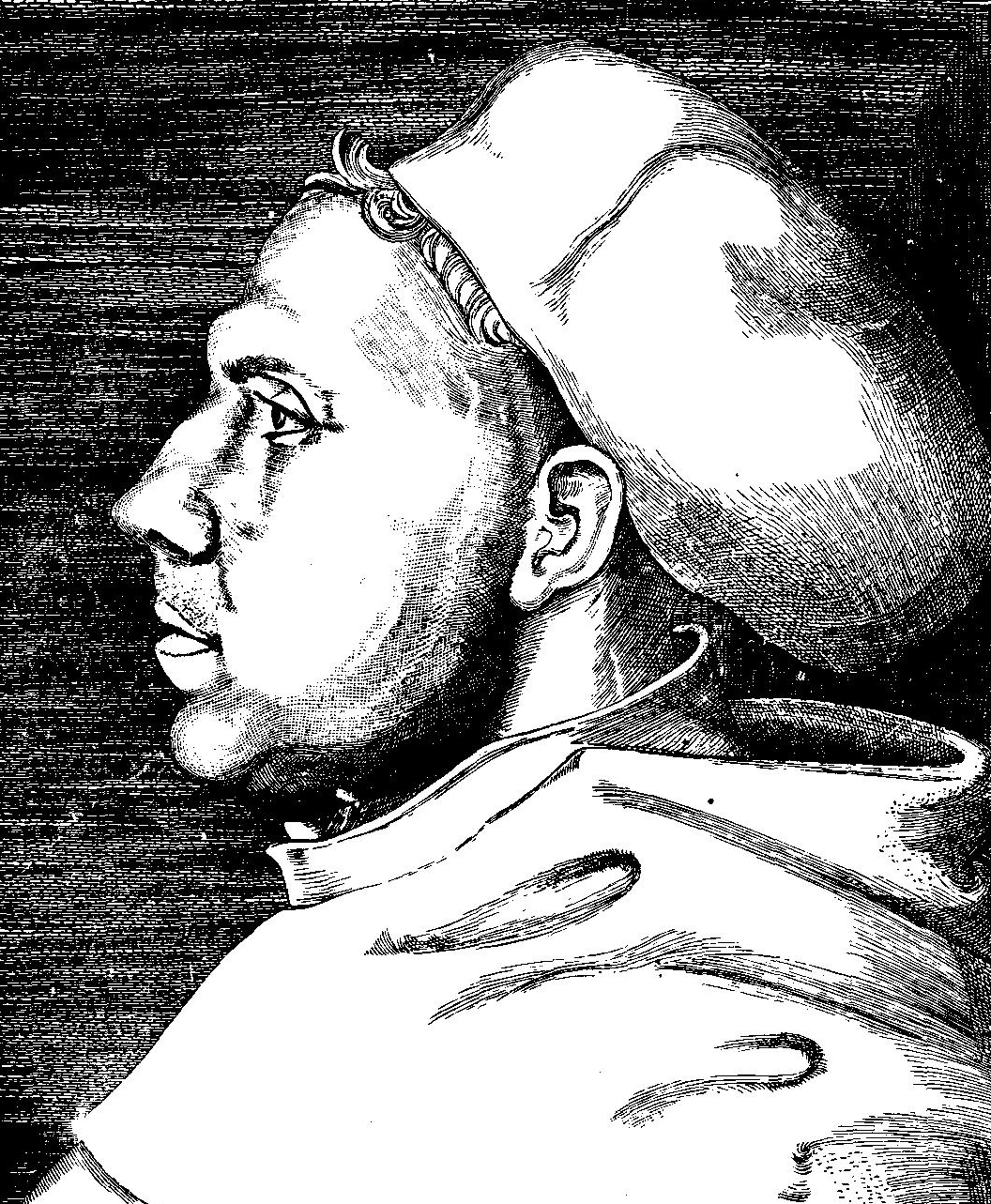
Martin Luther mit Doktorhut, von Lucas Cranach dem Älteren (1521)
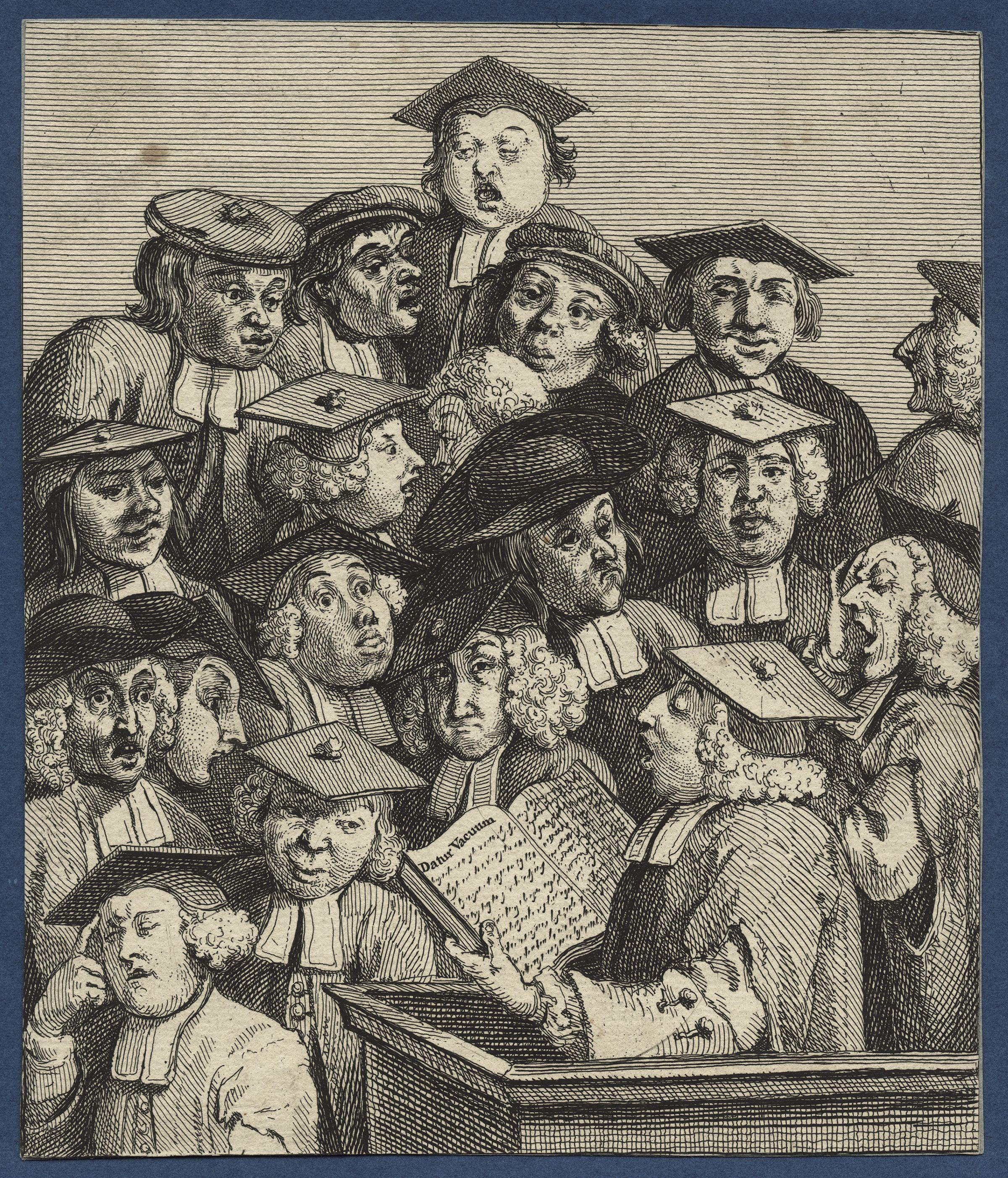
Studenten in einer Vorlesung mit verschiedenen Hüten, von William Hogarth (1736)
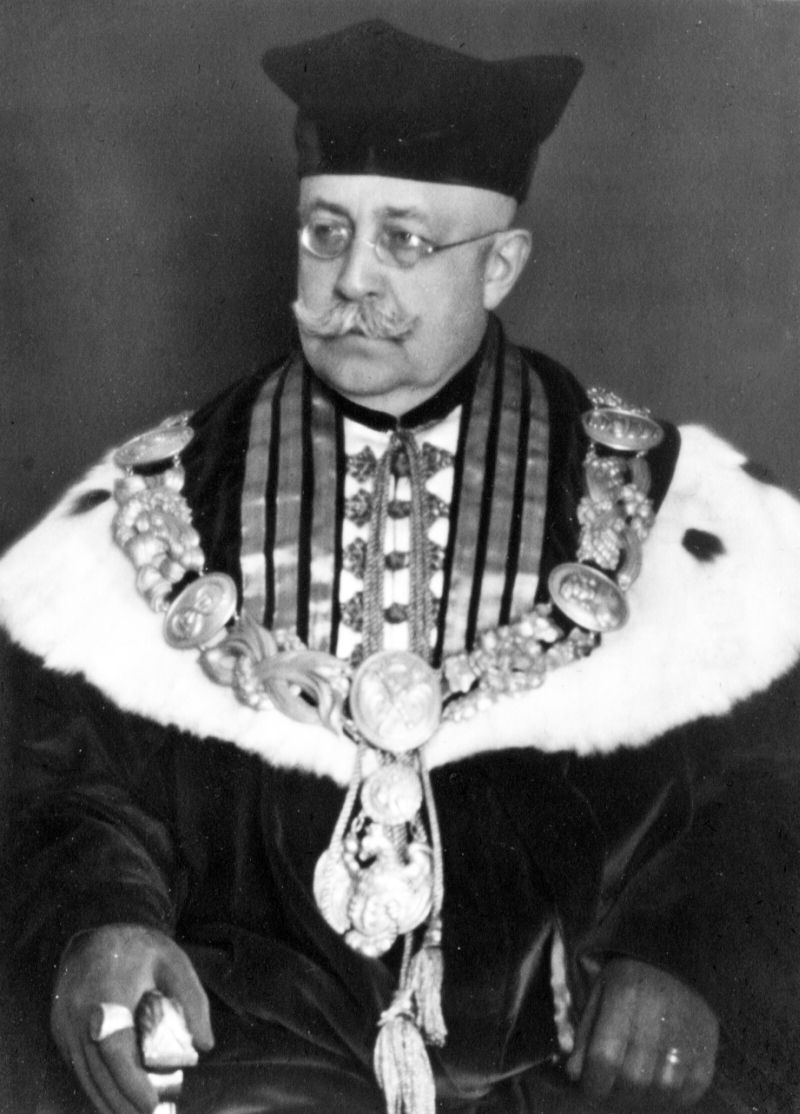
Aleksander Januszkiewicz (1872)
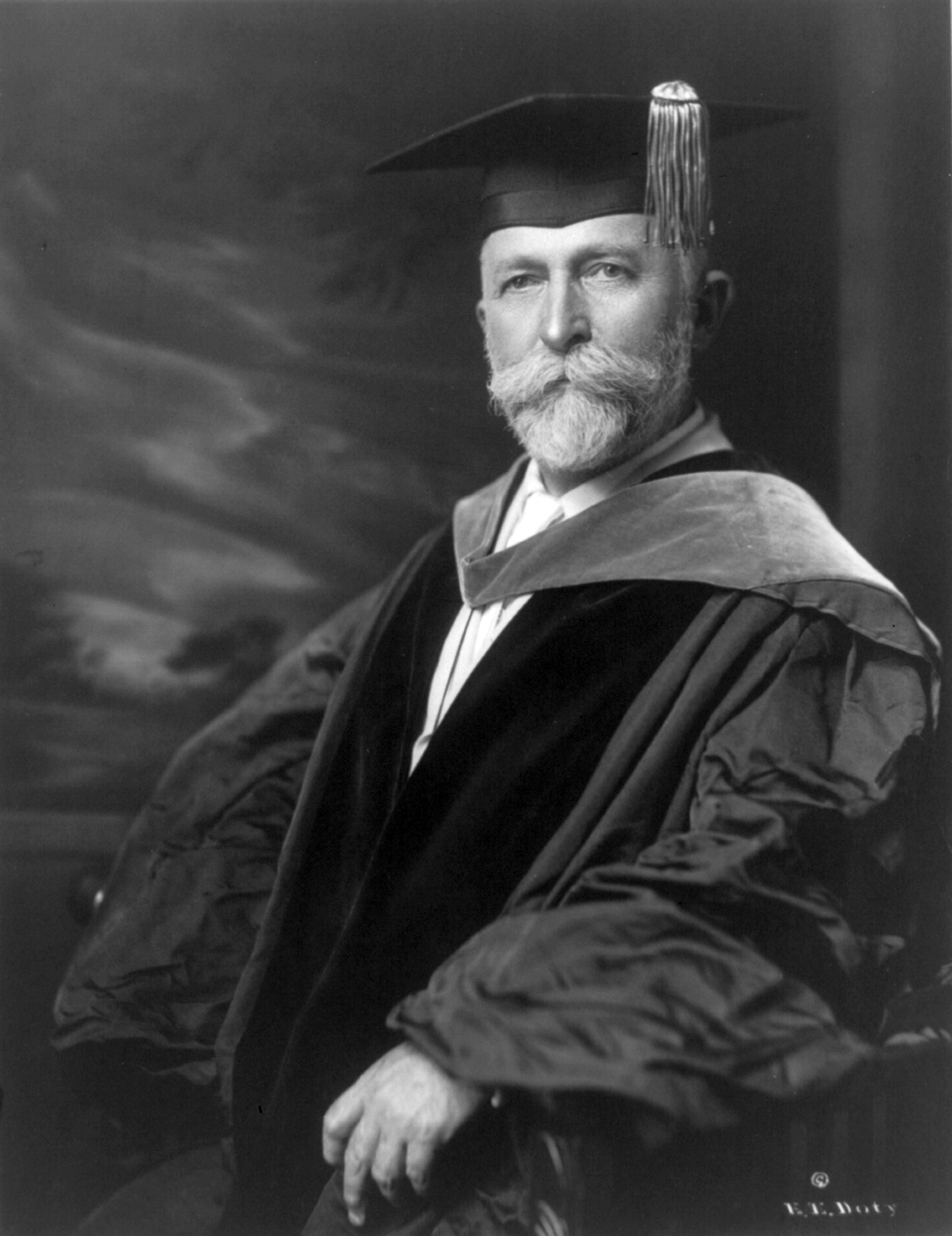
John Harvey Kellogg (1914)